# CONSEGI

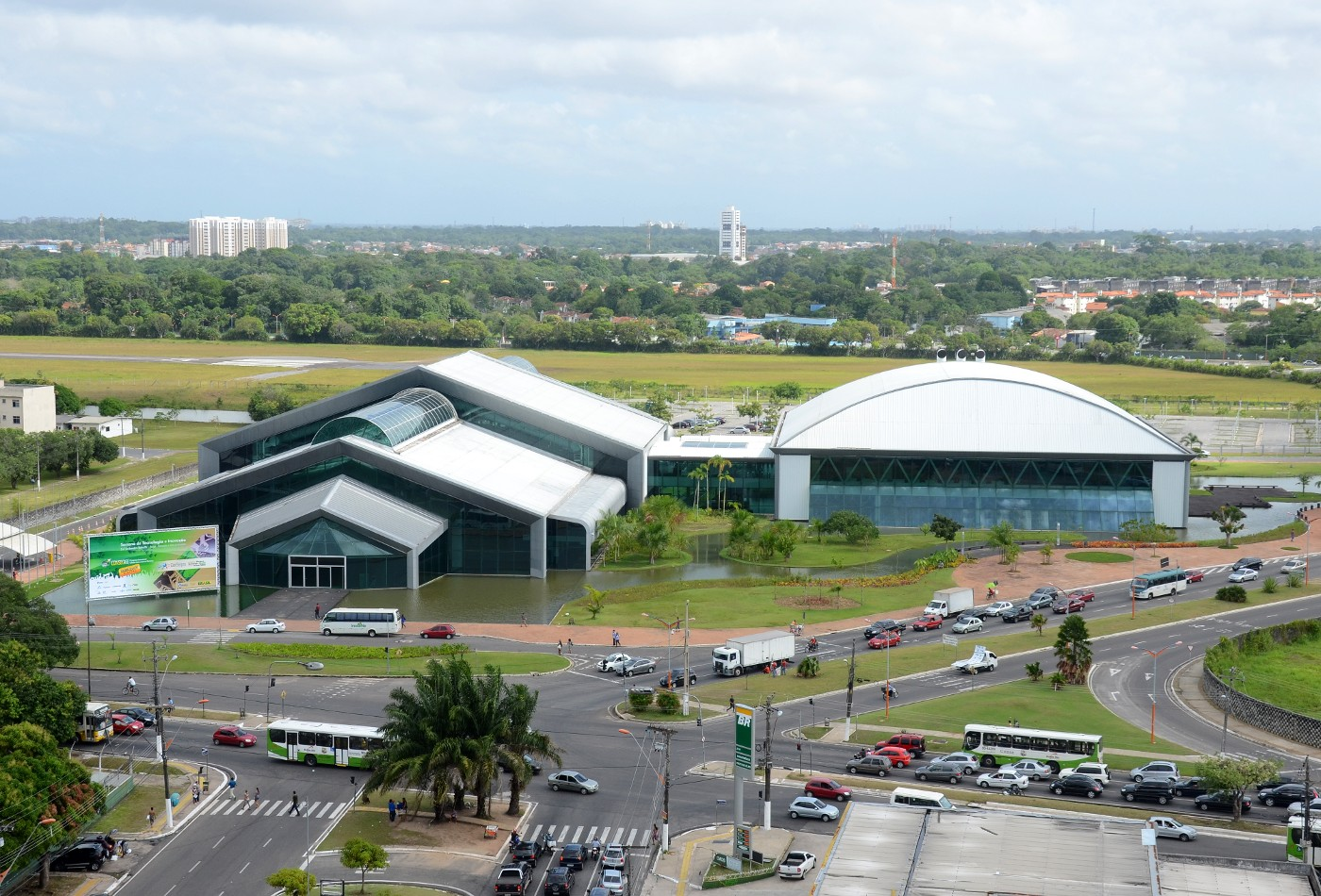
Vista área del local donde se realizó el CONSEGI 2012

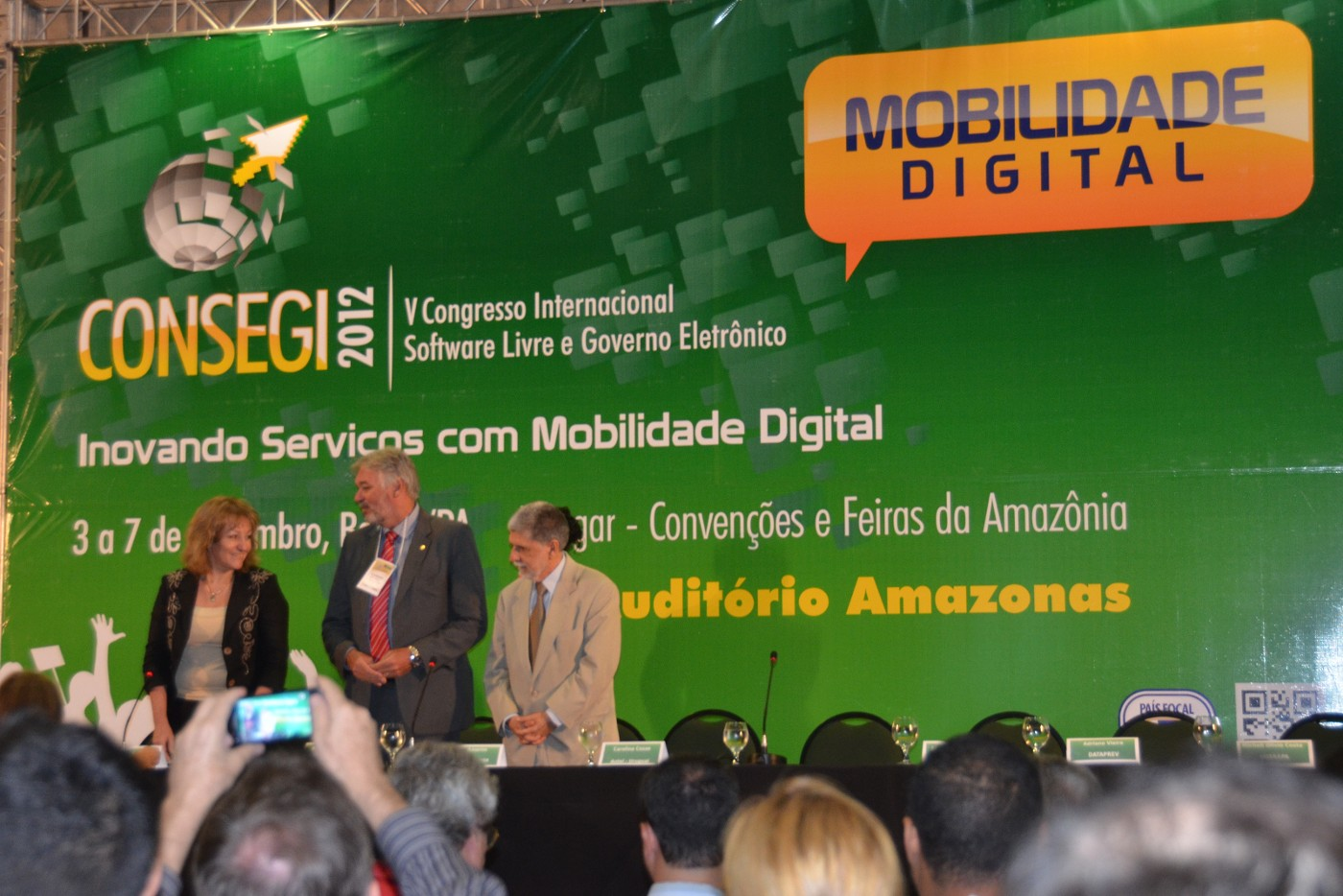
Apertura del CONSEGI 2012, de izquierda a derecha: Carolina Cosse, Presidenta de ANTEL (Uruguay), a Marcos Mazoni Presidente del SERPRO (Brasil) y a Celso Amorim, Ministro de Defensa de Brasil.

Desde el año 2008 el CONSEGI es un evento desarrollado por la Administración Pública de Brasil, como un estímulo al debate sobre las políticas de gestión y promoción del Software Libre, poniendo énfasis en los temas de promoción de la ciudadanía digital, interoperabilidad de los sistemas de gobierno, adopción de formatos abiertos y estándar y acceso al conocimiento en forma libre.
Durante esa primera edición del CONSEGI, en el 2008, se realizó una declaración sobre el proceso de validación por parte de la ISO/IEC del estándar Open Office XML la misma fue firmada por representantes de los gobiernos de Brasil, Sudáfrica, Venezuela, Ecuador, Cuba y Paraguay, en dicha declaración se plantea una fuerte crítica al proceso desarrollado por la ISO/IEC en la validación del formato Open Office XML.

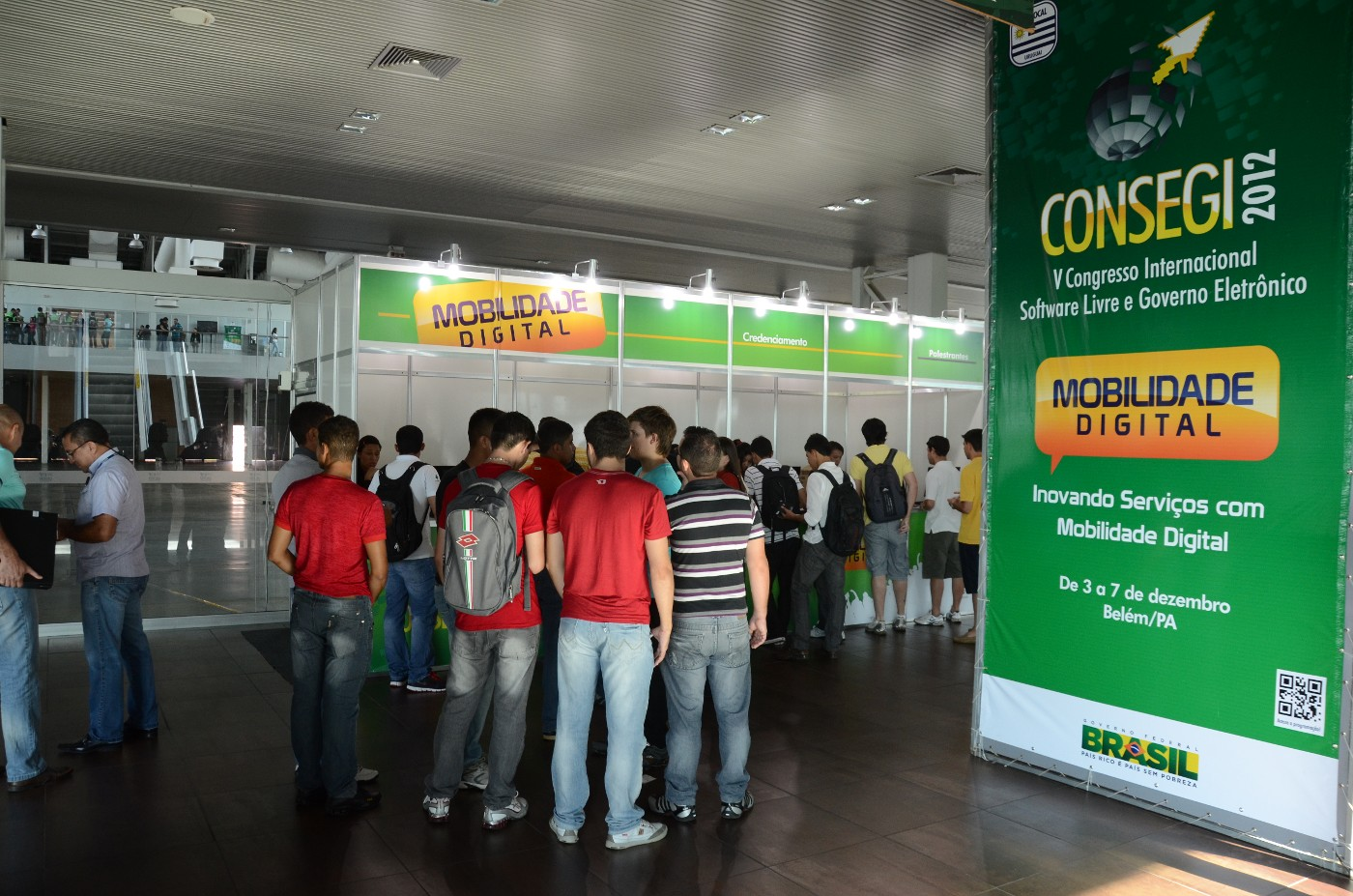
Recepción de participantes y entrega de materiales en el CONSEGI 2012

En el 2009 el presidente de la república, Luiz Inácio Lula da Silva, abrió oficialmente el CONSEGI, en esa oportunidad destacó la importancia del acceso a la información y la inclusión digital.
El CONSEGI ha expuesto en todas sus ediciones desde el 2008 a la fecha, un gran acervo de soluciones desarrolladas y compartidas por la administración pública de Brasil. En sus diversas ediciones ha contado con la participación de representantes de 17 países, entre otros, Argentina, Corea del Sur, Francia, Ecuador, Indonesia, Paraguay, Uruguay, Venezuela y Egipto.
En el 2010 el CONSEGI se centró en la discusión sobre la “computación en la nube” y la evolución de los servicios de gobierno electrónico a partir de dicha propuesta. En ese año el evento contó con la participación de más de 6.000 participantes. Por otra parte en el año 2011 el evento se centró en la discusión del tema datos abiertos. En 2012, el evento fue por primera vez realizado fuera de Brasilia, en la ciudad de Belém do Pará. Siendo tratados los siguientes temas: Movilidad Digital, Comunicación pos PC, redes del futuro, Defensa cibernética, Informática y Sociedad, Aplicaciones de Gobierno electrónico, Nuevas tecnologías y TIC
El CONSEGI cuenta entre otros con el auspicio del SERPRO (Servicio Federal de Procesamiento de Datos), ITAIPU (Represa binacional entre Paraguay y Brasil), el gobierno Federal de Brasil.